# Loris Reggiani
Loris Reggiani, född den 7 oktober 1959 i Forli i Italien, är en italiensk f.d. roadracingförare.

## Roadracingkarriär
Reggiani är mest berömd för att ha vunnit Aprilias första GP-seger på Misano 1987, och för att ha varit den sista som körde i fyra olika GP-klasser i karriären någonsin. När Aprilia firade sin 100:e seger i GP-sammanhang på samma bana 20 år senare (genom Mattia Pasini) fick Reggiani ta ett varv runt banan till minne av hans tidigare insats.

## Segrar

### 250GP
| Nr | Grand Prix | År   |
| -- | ---------- | ---- |
| 1  | San Marino | 1987 |
| 2  | Tjeckien   | 1993 |

### 125GP
| Nr | Grand Prix     | År   |
| -- | -------------- | ---- |
| 1  | Storbritannien | 1980 |
| 2  | Jugoslavien    | 1981 |
| 3  | San Marino     | 1981 |